# Yang Lei
Yang Lei (chinês: 阳蕾, pinyin: Yáng Lěi; Sujuão, 12 de outubro de 1984) é uma cantora chinesa que alcançou fama instantânea ao vencer o Super Girl em 2006, um concurso de música para mulheres da China que era transmitido pela Hunan TV. Anteriormente, havia conquistado o terceiro lugar do Super Girl do distrito de Chengdu.